# 배틀필드 1
《배틀필드 1》은 2016년 10월 21일에 EA DICE에서 발매한 1인칭 슈팅 게임이다. 출시 플랫폼으로는 마이크로소프트 윈도우, 플레이스테이션 4, 엑스박스 원이 있다. 대한민국에서 같은 플랫폼으로 2016년 10월 21일 출시되었다. 한국어를 지원하지 않으며 베타 테스트(beta testing)에서도 제외되었다.
제1차 세계대전을 배경으로, 플레이어는 포위된 프랑스령 도시와 알프스 산맥, 아라비아 사막 등 세계 각지에서 1914년도의 격전을 체험할 수 있다. 전투의 여파로 주변 환경이 완전히 파괴되고, 끊임없이 날씨가 변화하는 등 사실적인 시스템이 도입되었다. 또한 당시 보급이 안되었던 총기도 무제한적으로 사용 가능하다.
하지만 무과금이라면 상황이 달라진다. 기존 살수 있도록 가격표만 매겨진것만 살수 있다. 또한 무과금들의 무기와 과금 유저의 효율이 다르기 때문에 게임 시작부터 끝까지 여러 과금 유저들의 무기를 볼수 있다.

## 평가
| 통합 점수      | 통합 점수                           |
| 통합사         | 점수                                |
| -------------- | ----------------------------------- |
| 메타크리틱     | PC: 88/100 PS4: 89/100 XONE: 87/100 |
| 평론 점수      |                                     |
| 평론사         | 점수                                |
| 디스트럭토이드 | 8/10                                |
| EGM            | 8/10                                |
| 게임 인포머    | 9.25/10                             |
| 게임 레볼루션  | [ 9 ]                               |
| 게임스팟       | 9/10                                |
| 게임스레이더+  | [ 11 ]                              |
| IGN            | 9/10                                |
| PC 게이머 (US) | 89/100                              |
| 폴리곤         | 9/10                                |
| PC World       | [ 15 ]                              |

| 위키데이터에서 편집하기 |
| ----------------------- |